# Henkäys ikuisuudesta
Henkäys Ikuisuudesta (тобто Небесне Дихання) — перший сольний альбом фінської співачки Тар'ї Турунен, фокусований на святі Різдва. 26 листопада 2010 Nuclear Blast випустив ремастерингову версія CD, внаслідок чого з'явилося нове оформлення та оновлений список треків, зокрема «Heinillä Härkien» замінений на «Happy New Year» та «Maa On Niin Kaunis» замінений на «Happy Christmas (War Is Over)». Нове видання містить також раніше не опубліковані треки «Arkihuolesi Kaikki Heitä», який замінив «The Eyes of a Child».
Всі треки є каверами, крім «Kuin Henkäys Ikuisuutta», яку написали Тар'я та Esa Nieminen, і «En Etsi Valtaa, Loistoa» що вийшов на синглі Тар'ї «Yhden enkelin unelma» у 2004 році, але для цього альбому був перезаписаний вокал. Музика композитора Яна Сібеліуса на вірші Захарії Топеліуса. «Walking in the Air» Тар'я випустила, коли була членом Nightwish, на їх альбомі 1998 року Oceanborn. «Marian Poika» є фінською версією "Mary's Boy Child"; «Jouluyö, Juhlayö» — це «Тиха ніч». Кавер АББівської "Happy New Year" містить англійський та іспанський музичний текст.
Перший сингл альбому, «You Would Have Loved This», вийшов у Фінляндії 25 жовтня. Альбом досяг золотого і платинового статусів у Фінляндії з більш ніж 50 000 проданих копій, і посів № 2 у Національному фінському хіт-параді.
| Original Edition | Original Edition                                    | Original Edition                           | Original Edition |
| #                | Назва                                               | Автор                                      | Тривалість       |
| ---------------- | --------------------------------------------------- | ------------------------------------------ | ---------------- |
| 1.               | «Kuin Henkäys Ikuisuutta»                           | Tarja Turunen, Esa Niemien & Sinikka Svärd | 4:29             |
| 2.               | «You Would Have Loved This» (first and only single) | Cori Connors                               | 3:59             |
| 3.               | «Happy New Year»                                    | Бенні Андерссон & Бйорн Ульвеус            | 4:04             |
| 4.               | «En Etsi Valtaa, Loistoa»                           | Ян Сібеліус & Захаріас Топеліус            | 3:27             |
| 5.               | «Happy Christmas (War Is Over)»                     | Джон Леннон                                | 4:30             |
| 6.               | «Varpunen Jouluaamuna»                              | Otto Kotilainen & Zacharias Topelius       | 3:25             |
| 7.               | «Ave Maria»                                         | Франц Шуберт & Sir Walter Scott            | 6:10             |
| 8.               | «The Eyes of a Child»                               | Graham Russel & Ron Bloom                  | 4:22             |
| 9.               | «Mökit Nukkuu Lumiset»                              | Heino Kaski & Ейно Лейно                   | 4:16             |
| 10.              | «Jo Joutuu Ilta»                                    | Ян Сібеліус & Захаріас Топеліус            | 3:06             |
| 11.              | «Marian Poika»                                      | Jester Hairston                            | 3:27             |
| 12.              | «Magnificat: Quia Respexit»                         | Й. С. Бах                                  | 3:35             |
| 13.              | «Walking in the Air»                                | Howard Blake                               | 4:37             |
| 14.              | «Jouluyö, Juhlayö»                                  | Франц Ксавер Грубер & Йозеф Мор            | 3:47             |

| Jouluinen Platinapainos | Jouluinen Platinapainos     | Jouluinen Platinapainos |
| #                       | Назва                       | Тривалість              |
| ----------------------- | --------------------------- | ----------------------- |
| 1.                      | «Kuin Henkäys Ikuisuutta»   | 4:32                    |
| 2.                      | «You Would Have Loved This» | 4:02                    |
| 3.                      | «Heinillä Härkien»          | 4:41                    |
| 4.                      | «En Etsi Valtaa, Loistoa»   | 3:31                    |
| 5.                      | «Varpunen Jouluaamuna»      | 3:28                    |
| 6.                      | «Ave Maria»                 | 6:14                    |
| 7.                      | «Maa On Niin Kaunis»        | 3:47                    |
| 8.                      | «Mökit Nukkuu Lumiset»      | 4:18                    |
| 9.                      | «Jo Joutuu Ilta»            | 3:08                    |
| 10.                     | «Magnificat: Quia Respexit» | 3:38                    |
| 11.                     | «Kun Joulu On»              | 3:34                    |
| 12.                     | «Arkihuolesi Kaikki Heitä»  | 3:31                    |
| 13.                     | «Walking in the Air»        | 4:49                    |
| 14.                     | «Jouluyö, Juhlayö»          | 3:49                    |

## Breath from Eternity Tour
На підтримку альбому Турунен організувала спеціальний тур по Фінляндії та Росії; 6 грудня 2006 Турунен виконала великий концерт у Sibelius Hall (Лахті) та повноцінне шоу в прямому ефірі фінського каналу Yle TV2 для 450 000 глядачів.
| Дата              | Місто           | Країна    | Місце проведення               |  |
| ----------------- | --------------- | --------- | ------------------------------ |  |
|                   |                 |           |                                |  |
| 25 листопада 2006 | Гельсінкі       | Фінляндія | Kulttuuritalo                  |  |
| 3 грудня 2006     | Йоенсуу         | Фінляндія | Areena                         |  |
| 5 грудня 2006     | Ювяскюля        | Фінляндія | Paviljonki Areena              |  |
| 6 грудня 2006     | Тампере         | Фінляндія | Tampere Hall                   |  |
| 12 грудня 2006    | Лахті           | Фінляндія | Sibelius Hall                  |  |
| 15 грудня 2006    | Турку           | Фінляндія | Karibia Club                   |  |
| 16 грудня 2006    | Куопіо          | Фінляндія | Music Center                   |  |
| 19 грудня 2006    | Санкт-Петербург | Росія     | Палац культури імені Лєнсовєта |  |
| 20 грудня 2006    | Москва          | Росія     | МХАТ                           |  |

## Персонал

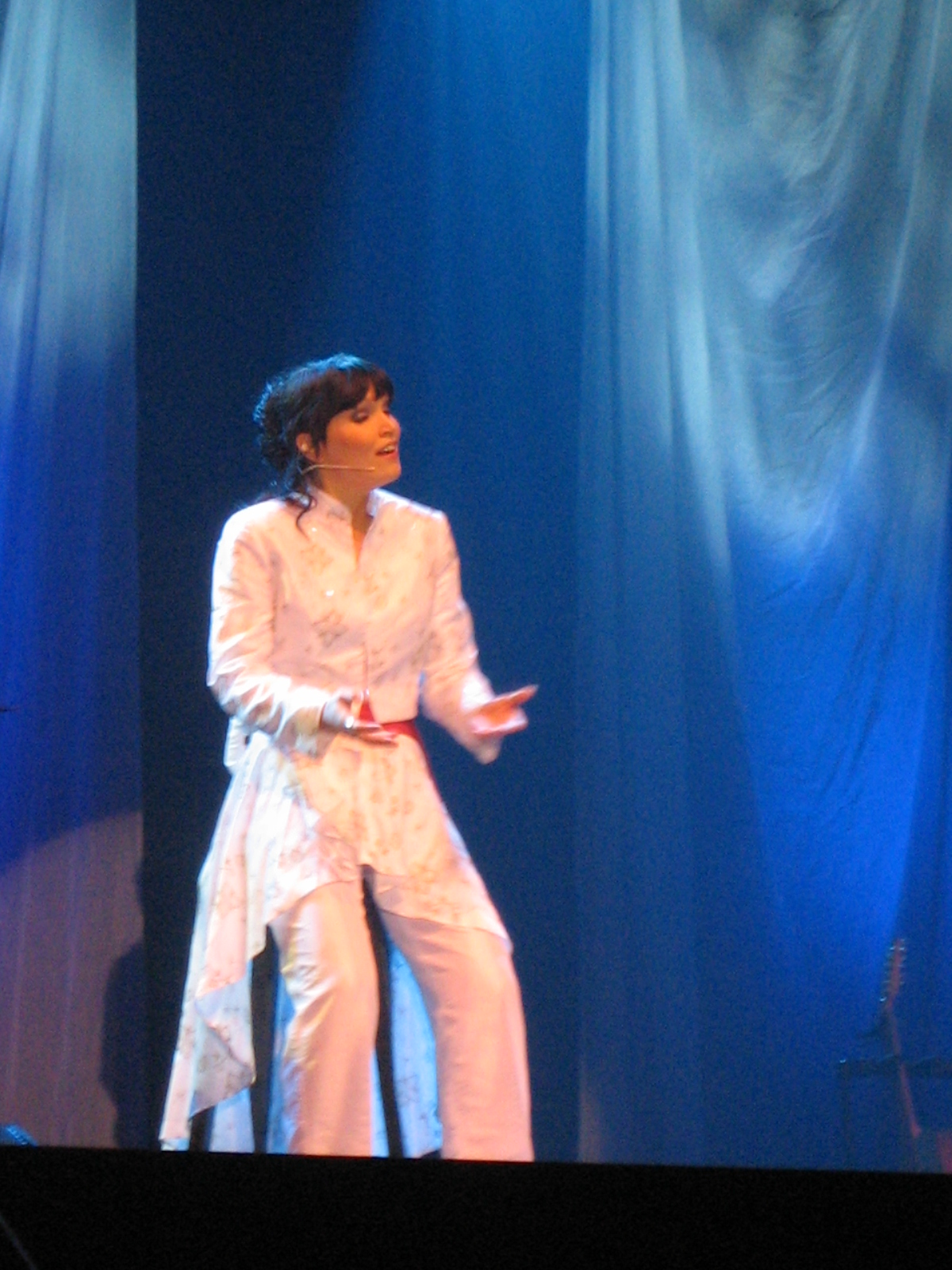
Тар'я у Sibelius Hall 12 грудня 2006

### Музиканти
- Тар'я Турунен — вокал
- Maria Ilmoniemi & Esa Nieminen — клавішні, фортепіано
- Juha Lanu — електро- й акустична гітара
- Ako Kiiski — бас-гітара
- Harri Ala-Kojola — ударні
- Iiris Pyrhönen, Heikki Hämäläinen — скрипка
- Tiia Makkonen & Veli-Matti Iljin — віолончель
- Mauri Pietikäinen — альт
- Emilia Kauppinen — флейта
- Heikki Pohto — саксофон.

### Основна команда
- Esa Nieminen — аранжування
- Mika Jussila — інженер мастерингу
- Travis Smith — оформлення обкладинки альбому
- Toni Härkönen — фотограф.